# 南京市第一医院
南京市第一医院原称南京市立医院，是中华人民共和国江苏省的一所医院，为三级甲等医院，位于南京秦淮区长乐路68号，同时为南京医科大学附属南京医院（南京医科大学临床第三医院）。

## 规模
南京市第一医院总床位750张，日门诊量1800人次。